# Awara
Awara (jap. あわら市 Awara-shi) – miasto w Japonii, w prefekturze Fukui, na wyspie Honsiu.

## Położenie
Miasto leży na północy prefektury nad Morzem Japońskim. Graniczy z miastami:
- Sakai
- Kaga

## Historia
Miasto powstało 1 kwietnia 2004 roku z połączenia miasteczek: Awara i Kanazu.

## Miasta partnerskie
- Chiny: Shaoxing